# Клопітливий чоловік
«Клопітливий чоловік» (англ. The Bothersome Man, норв. Den brysomme mannen) — абсурдистська притча норвезького режисера Йенса Лієна. Лауреат національних кінопремій та призів міжнародних кінофестивалів у жанрі фантастичних фільмів.

## Сюжет
Комфортабельний офіс із красивим видом з вікна, дружелюбне керівництво, що платить хорошу зарплату, легкодоступні красиві жінки та пристрасне кохання без всяких зобов'язань — чи такі хороші всі ці речі, до яких так наполегливо прагне середньостатистичний мешканець великих (і не тільки) міст? Очікування приємніше володіння. Норвезька фантасмагорія «Клопітливий чоловік» (Den brysomme mannen) із лякливою достовірністю розповідає нам про те, що всі ті елементи життя в стилі «люкс», так спокусливо виглядають зі сторінок глянцевих журналів та кадрів телереклами, насправді прісні, нудні, безпідставні, і, що найстрашніше, щастя від їх володіння ніколи не зрівняється із запахом свіжопечених булочок та дитячим сміхом.
Сорокарічний Андреас Рамсфйель дивиться на парочку, яка цинічно лижеться в метро. Його неспокій зростає і зрештою він стрибає під поїзд метро. На цьому сцена обривається. В наступній Андреас знаходиться в автобусі, який привозить його на покинуту заправку посеред дикої природи, де його зустрічають. Послужливий водій привіз його у місто, яке більше схоже на рай — здійснення всіх бажань про тихе спокійне життя. Високооплачувана робота, на яку його тут влаштовують, не вимагає від нього великих зусиль, начальник та колеги турботливі та дружелюбні. Симпатична дівчина віддається йому в перший же день знайомства. Згодом вони починають жити разом, і ніщо не затьмарює їхнє спільне життя — суцільне взаєморозуміння. Потім він заводить коханку, але навіть коли це відбувається, перша дівчина не ревнує його і сприймає все абсолютно спокійно. Тотальна ідилія поступово починає виводити Андреаса із себе, він відчуває, що в цьому світі щось не так: відрізаний палець через декілька годин знову з'являється у нього на руці, а співробітник, що викинувся з вікна на наступний день знову приходить на роботу. Цей світ явно не для тих, хто бажає відчувати смак життя, справжній живий смак людського існування.

## Зміст
Норвезький самородок та рок-музикант в минулому відкриває новий погляд на кіножанри, де давно вже все устоялось і вигадати здавалось нічого — і так добре. Але ніколи ще антиутопія не була такою затишною, привабливою та смачно замаскованою під чарівну казку: просторі вулиці, привітливі мешканці, вільне кохання та класична музика, що тішить слух, — все це так не схоже на страшні світи Зам'ятіна, Хакслі, Оруелла та інших передвісників глобалізації. Режисеру Йенс Лієну (Jens Lien) вдається показати в цьому видимому благополуччі негативні сторони: блаженне самодостатнє життя знецінює сама себе — навіть алкоголь втрачає тут свої п'янкі властивості, адже головне його призначення — затуманити мозок, дозволити людині забути про свої проблеми. А тому у світі без проблем горілка виконує лише декоративну функцію. Її п'ють лише тому, що так прийнято.
Властиво, і все інше тут тому, що так прийнято. Дружба — тому, що так прийнято, секс — тому, що так прийнято, робота — тому, що так… Не прийнято тут лише смерть та важкі думки, а ті, хто про це все-таки задумується, відразу записуються в ряди «клопітливих людей» — такі індивіди несумісні із ідеальним світом, і таким є Андреас, один з небагатьох живих людей у світі беспечних манекенів.
В сучасній системі координат, де навіть для країн третього світу налагоджують експорт казок про велику американську мрію, він виглядає викликом ідеології внутрішнього лиску і славнозвісного внутрішнього бездушшя. Зі серйозністю, характерній романам Кафки, Йенс Лієн описує страшний сон людини, що опинилася в секті правильних людей. Але правильно — не є добре, бо щастя не піддається правилам раціонализму. Як би бескінечно красиві не були ці кадри, і яка би не була чарівна атмосфера, створена зусиллями режисера, операторів та акторів, страшного тут більше, ніж смішного та безглуздого. Фільм «Клопітливий чоловік» залишає після себе довгий та приємний присмак, і відчуття цього присмаку сигналізує нам про те, що антиутопія Йенса Лієна ще не до кінця завоювала реальний світ. Ми все ще можемо відчувати та страждати.
Фільм став помітним явищем у норвезькому кінематографі останніх років, отримав декілька престижних нагород, включаючи національні премії «Аманда».

## У ролях
- Тронд Фауса Аурвог - Адреас
- Петронелла Баркер - Анне-Бріт
- Пер Шонінг - Хюго
- Біргітта Ларсен - Інгеборг
- Йоханес Йонер - Ховард
- Еллен Хорн - Трульсен
- Андерс Андерсен - Харальд
- Ханне Ліндбек - Вігдіс
- Івар Люкке - колега

## Знімальна група
- Режисер: Йенс Лієн
- Продюсер: Йорген Сторм Розенберг
- Сценарист: Пер Шрайнер
- Оператор: Йон Хрістіан Розенлунд
- Композитор: Гінге Анвік
- Монтаж: Відар Флатаукан
- Художник: Аре Шостад

## Нагороди
- 2007 — Кінофестиваль у Каннах 2006 року — премія Agence du Cinema Independant pour sa Diffusion
- 2007 — Міжнародний кінофестиваль в Афінах — приз за найкращу режисуру Йенс Лієн
- 2007 — Національна премія кінороку в Норвегії «Аманда» (норв. Amanda-prisen) — найкращий сценарій Пер Шрайнер, найкращий актор Тронд Фауса Аурвог; найкраща режисура Йенс Лієн
- 2007 — Міжнародний фестиваль фантастичних фільмів у Жерармері — Ґран-прі, Приз критики, Приз молодіжного журі, Приз журі у розділі «наукова фантастика»